# Демографические структуры населения
Демографические структуры населения — обусловливающие воспроизводство населения группы, сформированные в соответствии со значениями того или иного признака.
Виды демографических структур
- половая структура
- возрастная структура
- брачная и семейная структура
- конфессиональная структура
- языковая структура
- доходная структура

Половая, возрастная, брачная и семейная структуры имеют непосредственное отношение к воспроизводству населения, к предмету демографии, в то время как остальные выступают экзогенными, дополнительными переменными, влияющими на демографические процессы лишь косвенно. Они действуют опосредованно, через демографические структуры, что даёт ещё более точные знания о демографической науке.
Структуры населения не только оказывают влияние на демографические процессы, но и являются результатом действия этих процессов в прошлом, а также дают представление на определенный момент исторического времени. Анализ демографических процессов в когорте или в исторической перспективе аналогичен анализу демографических структур, состоящего из изучения изменений, происходящих с течением времени в населении в целом и в отдельных поколениях.